# Dicranota atripes
Dicranota (Rhaphidolabis) atripes là một loài ruồi trong họ Pediciidae. Chúng phân bố ở vùng Indomalaya.